# Striga angolensis
Striga angolensis ist eine Pflanzenart aus der Gattung Striga in der Familie der Sommerwurzgewächse (Orobanchaceae).

## Beschreibung
Striga angolensis ist bis zu 70 cm hoch werdende, parasitäre, ausdauernde Pflanze. Sie wächst steif aufrecht, ist dicht drüsig behaart und meist nicht verzweigt oder mit zwei oder drei Zweigen in der Mitte des Stängels versehen. Der Stängel ist undeutlich vierkantig. Die Laubblätter haben eine Größe von (selten 10 bis) 20 bis 35 × 2 bis 8 mm. Sie sind im Umriss lanzettlich, sitzend, stehen wechselständig, sind grob gezähnt und mit drei Adern durchzogen. Im unteren Bereich der Pflanze sind die Blätter länger als die Internodien, nach oben werden sie jedoch kürzer.
Die Blüten stehen gegenständig am ährenartigen Blütenstand, wobei sie an der Spitze dichter stehen als an der Basis. Der Blütenstand ist kürzer als der vegetative Spross. Er wird von zwei Tragblättern begleitet, diese haben eine Größe von 5 bis 8 × 2 mm und unterscheiden sich deutlich von den Laubblättern. Sie sind lanzettlich und kürzer als der Kelch. Der Kelch ist vier- oder fünfrippig und 6 bis 8 mm lang. Die Kelchröhre ist 2,5 bis 4 mm lang und mit vier oder fünf Kelchzipfeln besetzt. Diese sind nahezu gleich geformt, lanzettlich und 3 bis 5 mm lang und damit fast gleich lang wie die Kelchröhre. Die Krone ist schwach zweilappig und malvenfarbig. Die Kronröhre ist 12 bis 13 mm lang, gebogen und oberhalb des Kelchs erweitert und dicht drüsig behaart. Die Lappen der Unterlippe sind 7 bis 8 × 2 mm groß und umgekehrt eiförmig, die Oberlippe ist 5 × 3 mm groß, umgekehrt eiförmig und leicht eingekerbt. 

## Vorkommen
Das Verbreitungsgebiet von Striga angolensis erstreckt sich ausschließlich im morastigen Grasland und anderen feuchten Gebieten Angolas. Aufgrund der hohen Anzahl an Herbarbelegen wird angenommen, dass die Art einst häufig war, jedoch ist kein aktuelles Vorkommen bekannt.